# 千厩駅
千厩駅（せんまやえき）は、岩手県一関市千厩町千厩字上駒場にある、東日本旅客鉄道（JR東日本）大船渡線の駅である。

## 歴史
開業から1928年（昭和3年）9月1日までは終着駅であった。開業当時は駅舎側から順に、貨物積卸用の「貨物一番線」、発送整備車や留置車を収容する「貨物二番線」、上り列車ならびに待避貨車用の「表一番線」、下り列車用の「裏一番線」、解放車や整備車を留置する「裏二番線」のあわせて5線を設けていた。また、駅構内には売店が設けられ、酒や雑貨のほか、和洋紙や当時千厩町の主産業だった煙草などが販売されていた。

### 年表
- 1927年（昭和2年）7月15日：終着駅として開業[5]。
- 1970年（昭和45年）9月：駅舎を改築[6]。
- 1972年（昭和47年）1月1日：貨物の取り扱いを廃止[5]。
- 1985年（昭和60年）3月14日：荷物の扱いを廃止[5]。
- 1987年（昭和62年）4月1日：国鉄分割民営化により、JR東日本の駅となる[5]。
- 1999年（平成11年）：業務委託化。[要出典]
- 2019年（令和元年）9月5日：簡易自動券売機を撤去。[要出典]
- 2024年（令和6年）
  - 3月15日：みどりの窓口の営業を終了[7]。
  - 3月16日：終日無人化[7]。
  - 10月1日：えきねっとQチケのサービスを開始[1][8]。

## 駅構造
島式ホーム1面2線を有する地上駅である。駅舎とホームは構内踏切で連絡している。駅舎の事務室部分の大半は保線休憩室に改造され、その際に出札窓口を現在の場所に新設し、出改札業務を兼掌化した。
気仙沼駅管理の無人駅である。無人化される前までは、JR東日本東北総合サービスが委託する業務委託駅で、みどりの窓口が設置されていた。

### のりば
| 番線 | 路線      | 方向 | 行先       |
| ---- | --------- | ---- | ---------- |
| 1    | ■大船渡線 | 上り | 一ノ関方面 |
| 2    | ■大船渡線 | 下り | 気仙沼方面 |

- 2番線は上下両方向に出発信号機があり、折り返し運転が可能。[要出典]
- 2022年（令和4年）3月12日のダイヤ改正で、朝5時半過ぎに当駅始発の上り列車が設定された[11]。

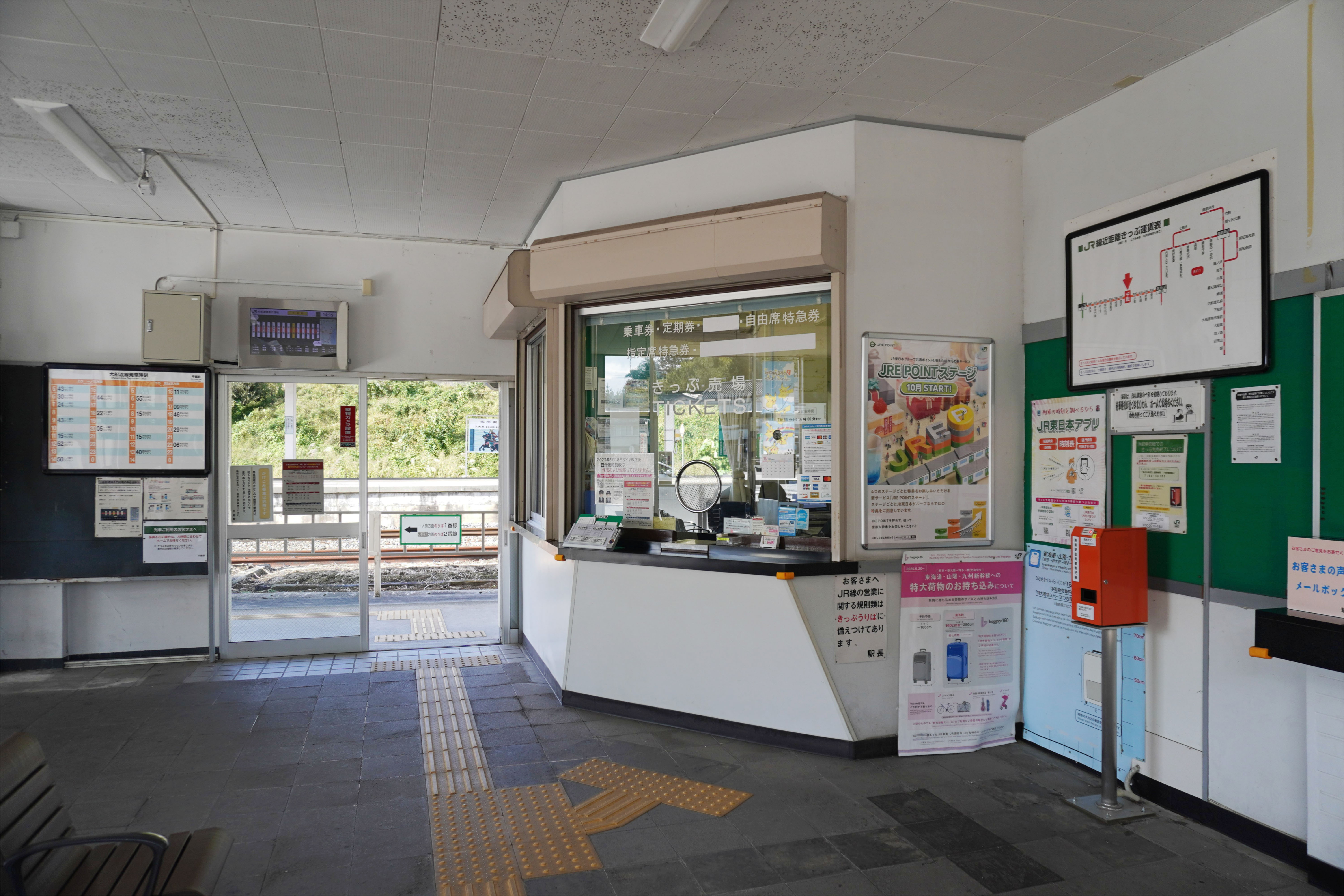
改札口（2023年10月）
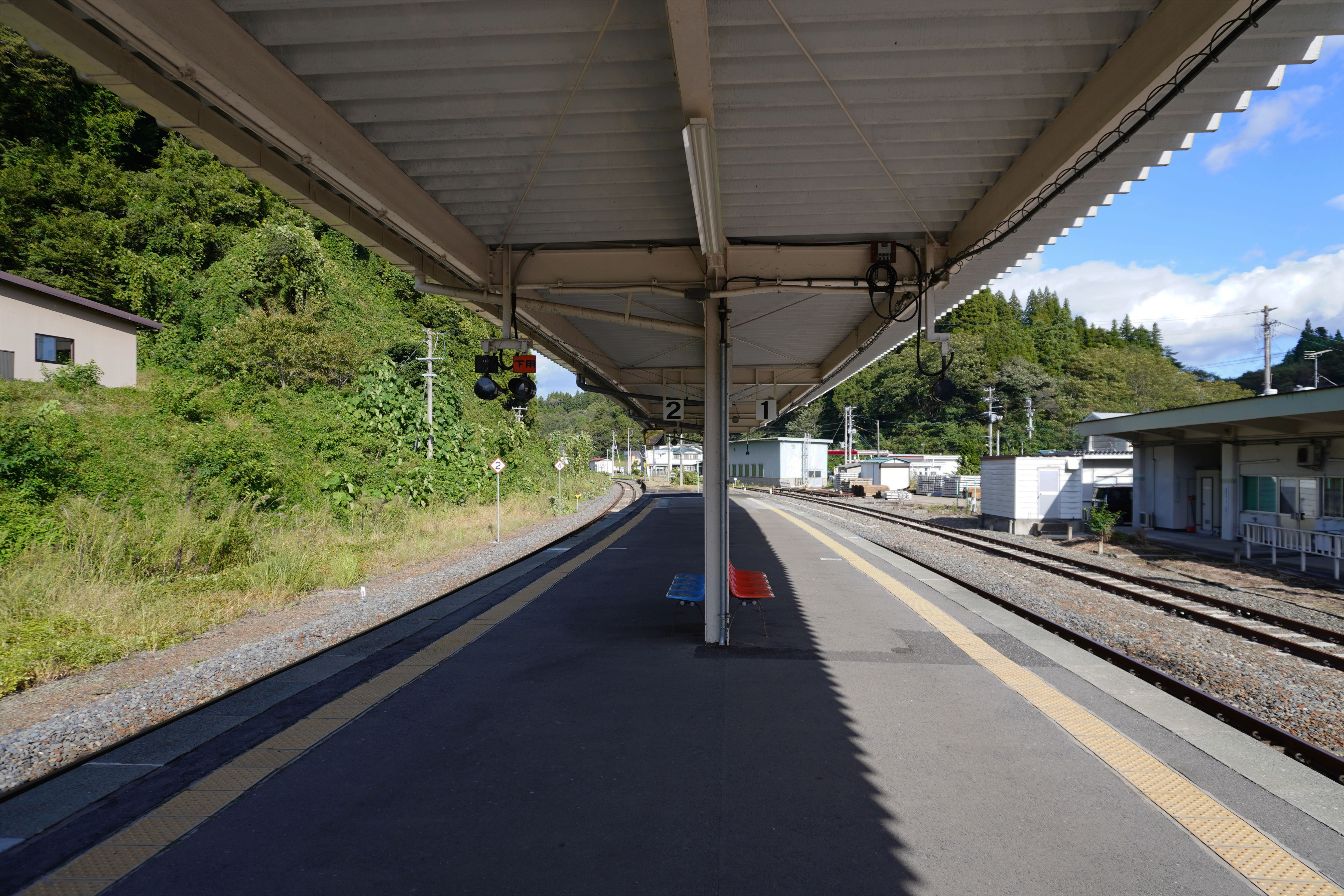
ホーム（2023年10月）
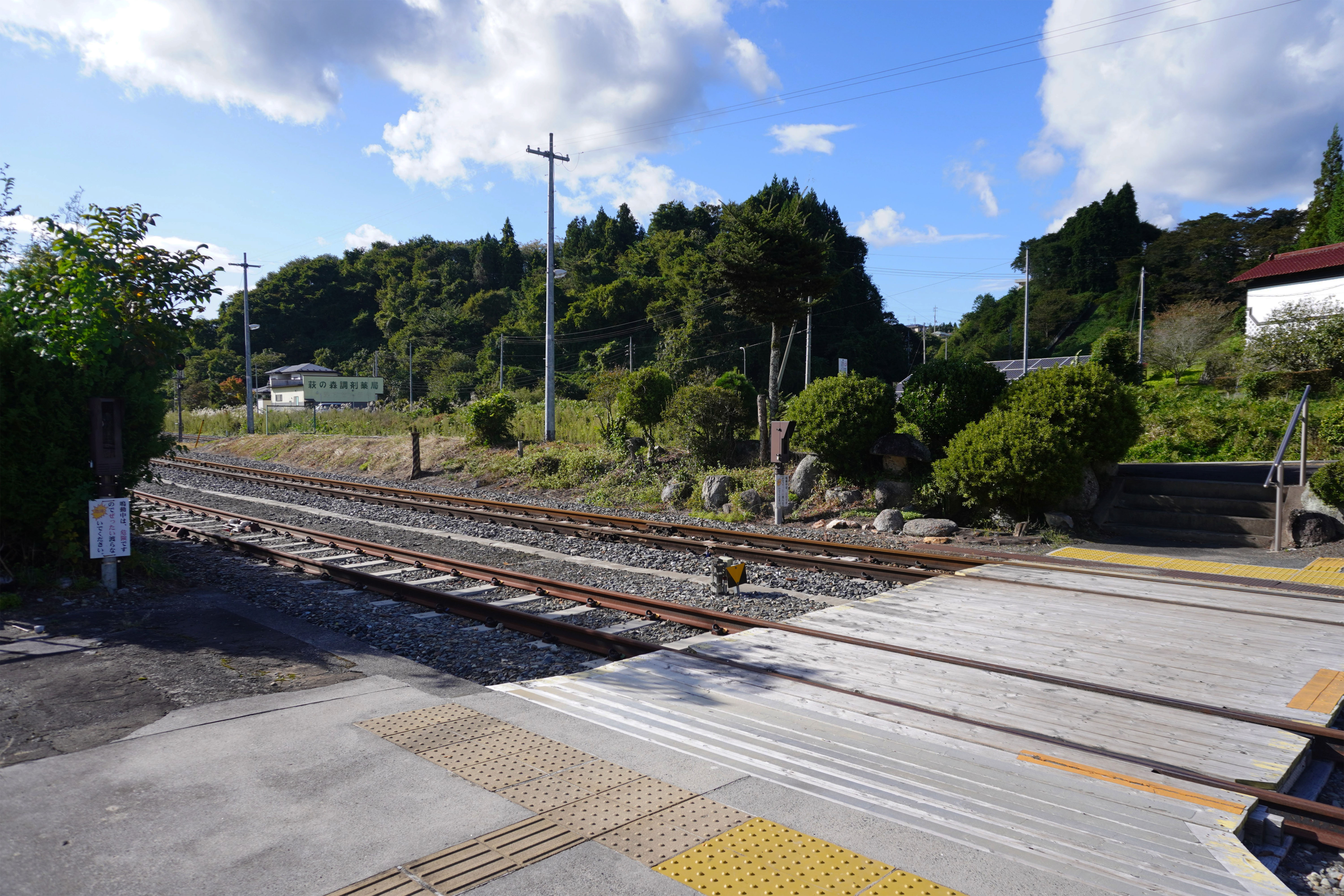
構内踏切（2023年10月）

## 利用状況
JR東日本によると、1928年度（昭和3年度）- 2022年度（令和4年度）の1日平均乗車人員の推移は以下のとおりであった。なお、乗車人員のピークは1967年度（昭和42年度）に記録した1,700人で、乗客総数も62万9114人で最多であった。

### 1日平均乗車人員（1928年度 - 1999年度）
| 1日平均乗車人員推移 （1928年度 - 1999年度） | 1日平均乗車人員推移 （1928年度 - 1999年度） | 1日平均乗車人員推移 （1928年度 - 1999年度） |
| 年度                                        | 乗車人員                                    | 出典                                        |
| ------------------------------------------- | ------------------------------------------- | ------------------------------------------- |
| 1928年（昭和03年）                          | 193                                         | [ 4 ]                                       |
| 1952年（昭和27年）                          | 862                                         | [ 13 ]                                      |
| 1953年（昭和28年）                          | 900                                         | [ 13 ]                                      |
| 1954年（昭和29年）                          | 961                                         | [ 13 ]                                      |
| 1955年（昭和30年）                          | 932                                         | [ 13 ]                                      |
| 1956年（昭和31年）                          | 948                                         | [ 13 ]                                      |
| 1957年（昭和32年）                          | 958                                         | [ 13 ]                                      |
| 1958年（昭和33年）                          | 1,029                                       | [ 13 ]                                      |
| 1959年（昭和34年）                          | 1,018                                       | [ 13 ]                                      |
| 1960年（昭和35年）                          | 1,094                                       | [ 13 ]                                      |
| 1961年（昭和36年）                          | 1,095                                       | [ 13 ]                                      |
| 1962年（昭和37年）                          | 1,153                                       | [ 13 ]                                      |
| 1963年（昭和38年）                          | 1,345                                       | [ 13 ]                                      |
| 1964年（昭和39年）                          | 1,509                                       | [ 13 ]                                      |
| 1965年（昭和40年）                          | 1,603                                       | [ 14 ]                                      |
| 1966年（昭和41年）                          | 1,678                                       | [ 14 ]                                      |
| 1967年（昭和42年）                          | 1,700                                       | [ 14 ]                                      |
| 1968年（昭和43年）                          | 1,634                                       | [ 14 ]                                      |
| 1969年（昭和44年）                          | 1,582                                       | [ 14 ]                                      |
| 1970年（昭和45年）                          | 1,530                                       | [ 14 ]                                      |
| 1971年（昭和46年）                          | 1,402                                       | [ 14 ]                                      |
| 1972年（昭和47年）                          | 1,294                                       | [ 14 ]                                      |
| 1973年（昭和48年）                          | 1,216                                       | [ 14 ]                                      |
| 1974年（昭和49年）                          | 1,165                                       | [ 14 ]                                      |
| 1975年（昭和50年）                          | 1,130                                       | [ 14 ]                                      |
| 1976年（昭和51年）                          | 1,093                                       | [ 14 ]                                      |
| 1977年（昭和52年）                          | 1,018                                       | [ 14 ]                                      |
| 1978年（昭和53年）                          | 955                                         | [ 14 ]                                      |
| 1979年（昭和54年）                          | 897                                         | [ 14 ]                                      |
| 1980年（昭和55年）                          | 874                                         | [ 14 ]                                      |
| 1981年（昭和56年）                          | 790                                         | [ 14 ]                                      |
| 1982年（昭和57年）                          | 724                                         | [ 13 ]                                      |
| 1983年（昭和58年）                          | 630                                         | [ 13 ]                                      |
| 1984年（昭和59年）                          | 608                                         | [ 13 ]                                      |
| 1985年（昭和60年）                          | 569                                         | [ 13 ]                                      |
| 1986年（昭和61年）                          | 556                                         | [ 13 ]                                      |
| 1987年（昭和62年）                          | 495                                         | [ 13 ]                                      |
| 1988年（昭和63年）                          | 474                                         | [ 13 ]                                      |
| 1989年（平成元年）                          | 480                                         | [ 13 ]                                      |
| 1990年（平成02年）                          | 456                                         | [ 13 ]                                      |
| 1991年（平成03年）                          | 503                                         | [ 13 ]                                      |
| 1992年（平成04年）                          | 444                                         | [ 13 ]                                      |
| 1993年（平成05年）                          | 427                                         | [ 13 ]                                      |
| 1994年（平成06年）                          | 399                                         | [ 13 ]                                      |
| 1995年（平成07年）                          | 380                                         | [ 13 ]                                      |
| 1996年（平成08年）                          | 406                                         | [ 13 ]                                      |
| 1997年（平成09年）                          | 370                                         | [ 13 ]                                      |
| 1998年（平成10年）                          | 321                                         | [ 13 ]                                      |
| 1999年（平成11年）                          | 322                                         | [ 13 ]                                      |

### 1日平均乗車人員（2000年度以降）
| 1日平均乗車人員推移（2000年度以降） | 1日平均乗車人員推移（2000年度以降） | 1日平均乗車人員推移（2000年度以降） | 1日平均乗車人員推移（2000年度以降） | 1日平均乗車人員推移（2000年度以降） |
| 年度                                | 定期外                              | 定期                                | 合計                                | 出典                                |
| ----------------------------------- | ----------------------------------- | ----------------------------------- | ----------------------------------- | ----------------------------------- |
| 2000年（平成12年）                  |                                     |                                     | 318                                 | [ 利用客数 1 ]                      |
| 2001年（平成13年）                  |                                     |                                     | 326                                 | [ 利用客数 2 ]                      |
| 2002年（平成14年）                  |                                     |                                     | 314                                 | [ 利用客数 3 ]                      |
| 2003年（平成15年）                  |                                     |                                     | 307                                 | [ 利用客数 4 ]                      |
| 2004年（平成16年）                  |                                     |                                     | 297                                 | [ 利用客数 5 ]                      |
| 2005年（平成17年）                  |                                     |                                     | 295                                 | [ 利用客数 6 ]                      |
| 2006年（平成18年）                  |                                     |                                     | 309                                 | [ 利用客数 7 ]                      |
| 2007年（平成19年）                  |                                     |                                     | 292                                 | [ 利用客数 8 ]                      |
| 2008年（平成20年）                  |                                     |                                     | 305                                 | [ 利用客数 9 ]                      |
| 2009年（平成21年）                  |                                     |                                     | 292                                 | [ 利用客数 10 ]                     |
| 2010年（平成22年）                  |                                     |                                     | 288                                 | [ 利用客数 11 ]                     |
| 2011年（平成23年）                  | 非公表                              | 非公表                              | 非公表                              |                                     |
| 2012年（平成24年）                  | 52                                  | 219                                 | 272                                 | [ 利用客数 12 ]                     |
| 2013年（平成25年）                  | 51                                  | 227                                 | 279                                 | [ 利用客数 13 ]                     |
| 2014年（平成26年）                  | 50                                  | 207                                 | 257                                 | [ 利用客数 14 ]                     |
| 2015年（平成27年）                  | 47                                  | 206                                 | 254                                 | [ 利用客数 15 ]                     |
| 2016年（平成28年）                  | 40                                  | 174                                 | 214                                 | [ 利用客数 16 ]                     |
| 2017年（平成29年）                  | 40                                  | 167                                 | 208                                 | [ 利用客数 17 ]                     |
| 2018年（平成30年）                  | 35                                  | 163                                 | 199                                 | [ 利用客数 18 ]                     |
| 2019年（令和元年）                  | 29                                  | 152                                 | 181                                 | [ 利用客数 19 ]                     |
| 2020年（令和02年）                  | 16                                  | 147                                 | 163                                 | [ 利用客数 20 ]                     |
| 2021年（令和03年）                  | 16                                  | 146                                 | 163                                 | [ 利用客数 21 ]                     |
| 2022年（令和04年）                  | 16                                  | 140                                 | 156                                 | [ 利用客数 22 ]                     |

## 駅周辺
- 一関市立千厩小学校
- 岩手県立千厩病院
- 千厩警察署
- 岩手県立千厩高等学校
- 国道284号（千厩バイパス）
- 国道456号

## 隣の駅
東日本旅客鉄道（JR東日本）
■大船渡線
- 臨時快速「ポケモントレイン気仙沼号」停車駅

■普通
摺沢駅 - 千厩駅 - 小梨駅

### 記事本文
1. 1 2 3 4 5  「駅の情報（千厩駅）：JR東日本」東日本旅客鉄道。2024年8月28日時点のオリジナルよりアーカイブ。2024年8月31日閲覧。
2. 1 2 3 4  『週刊 JR全駅・全車両基地』 56号 新庄駅・気仙沼駅・鳴子温泉駅ほか80駅、朝日新聞出版〈週刊朝日百科〉、2013年9月15日、25頁。
3. ↑  千厩町史編纂委員会 2000, p. 689.
4. 1 2  千厩町史編纂委員会 2000, p. 690.
5. 1 2 3 4  石野哲（編）『停車場変遷大事典 国鉄・JR編 Ⅱ』（初版）JTB、1998年10月1日、485頁。ISBN 978-4-533-02980-6。
6. ↑  「シリーズ駅大船渡線「Local Station」vol.5」『I-style』第159巻、一関市、2012年5月1日、2面。オリジナルの2012年11月2日時点におけるアーカイブ。2021年11月3日閲覧。
7. 1 2 3  「駅の情報（千厩駅）：JR東日本」東日本旅客鉄道。2024年1月29日時点のオリジナルよりアーカイブ。2024年1月29日閲覧。
8. ↑  「Suicaエリア外もチケットレスで! 東北エリアから「えきねっとQチケ」がはじまります (PDF)」（プレスリリース）、東日本旅客鉄道、2024年7月11日。2024年8月11日閲覧。
9. ↑  「JR東日本東北総合サービス株式会社が運営する単独受託駅一覧（2023年7月1日現在） (PDF)」東日本旅客鉄道。2024年1月29日時点のオリジナル (PDF)よりアーカイブ。2024年1月29日閲覧。
10. 1 2  「JR東日本：駅構内図・バリアフリー情報（千厩駅）」東日本旅客鉄道。2023年12月22日閲覧。
11. ↑  「2022年3月ダイヤ改正 (PDF)」（プレスリリース）、東日本旅客鉄道盛岡支社、2021年12月17日。2024年8月11日閲覧。
12. ↑  千厩町史編纂委員会 2000, p. 503.
13. 1 2  千厩町史編纂委員会 2005, p. 504.
14. ↑  千厩町企画商工課（編）「緊急レポート大船渡線のゆくえ」『広報せんまや』第299号、1982年6月15日、3頁。

### 利用状況
1. ↑  「JR東日本：各駅の乗車人員（2000年度）」東日本旅客鉄道。2025年7月14日閲覧。
2. ↑  「JR東日本：各駅の乗車人員（2001年度）」東日本旅客鉄道。2025年7月14日閲覧。
3. ↑  「JR東日本：各駅の乗車人員（2002年度）」東日本旅客鉄道。2025年7月14日閲覧。
4. ↑  「JR東日本：各駅の乗車人員（2003年度）」東日本旅客鉄道。2025年7月14日閲覧。
5. ↑  「JR東日本：各駅の乗車人員（2004年度）」東日本旅客鉄道。2025年7月14日閲覧。
6. ↑  「JR東日本：各駅の乗車人員（2005年度）」東日本旅客鉄道。2025年7月14日閲覧。
7. ↑  「JR東日本：各駅の乗車人員（2006年度）」東日本旅客鉄道。2025年7月14日閲覧。
8. ↑  「JR東日本：各駅の乗車人員（2007年度）」東日本旅客鉄道。2025年7月14日閲覧。
9. ↑  「JR東日本：各駅の乗車人員（2008年度）」東日本旅客鉄道。2025年7月14日閲覧。
10. ↑  「JR東日本：各駅の乗車人員（2009年度）」東日本旅客鉄道。2025年7月14日閲覧。
11. ↑  「JR東日本：各駅の乗車人員（2010年度）」東日本旅客鉄道。2025年7月14日閲覧。
12. ↑  「JR東日本：各駅の乗車人員（2012年度）」東日本旅客鉄道。2025年7月14日閲覧。
13. ↑  「各駅の乗車人員 2013年度 ベスト100以外（8）：JR東日本」東日本旅客鉄道。2025年7月14日閲覧。
14. ↑  「各駅の乗車人員 2014年度 ベスト100以外（8）：JR東日本」東日本旅客鉄道。2025年7月14日閲覧。
15. ↑  「各駅の乗車人員 2015年度 ベスト100以外（8）：JR東日本」東日本旅客鉄道。2025年7月14日閲覧。
16. ↑  「各駅の乗車人員 2016年度 ベスト100以外（8）：JR東日本」東日本旅客鉄道。2025年7月14日閲覧。
17. ↑  「各駅の乗車人員 2017年度 ベスト100以外（8）：JR東日本」東日本旅客鉄道。2025年7月14日閲覧。
18. ↑  「各駅の乗車人員 2018年度 ベスト100以外（8）：JR東日本」東日本旅客鉄道。2025年7月14日閲覧。
19. ↑  「各駅の乗車人員 2019年度 ベスト100以外（8）：JR東日本」東日本旅客鉄道。2025年7月14日閲覧。
20. ↑  「各駅の乗車人員 2020年度 101位以下（7）| 企業サイト：JR東日本」東日本旅客鉄道。2025年7月14日閲覧。
21. ↑  「各駅の乗車人員 2021年度 101位以下（7）| 企業サイト：JR東日本」東日本旅客鉄道。2025年7月14日閲覧。
22. ↑  「各駅の乗車人員 2022年度 101位以下（7）| 企業サイト：JR東日本」東日本旅客鉄道。2025年7月14日閲覧。